# Пфеффенгаузен
Пфеффенгаузен (нім. Pfeffenhausen) — громада в Німеччині, знаходиться в землі Баварія. Підпорядковується адміністративному округу Нижня Баварія. Входить до складу району Ландсгут.
Площа — 71,79 км2. Населення становить 5119 ос. (станом на 31 грудня 2020).